# Lawrence I. Feinberg
Lawrence I. Feinberg (* 25. August 1942 in New York; † 25. Dezember 2009 ebenda) war ein US-amerikanischer Papyrologe und Besitzer einer umfangreichen Sammlung von Handschriften, Münzen und anderen Antiquitäten.
Er studierte Griechisch, Lateinisch, Ägyptisch und semitische Sprachen und schloss 1967 mit dem Master an der Columbia University in New York ab. Seit 1968 erschloss er etwa 1000 Papyri, die die Universität kurze Zeit vorher in Ägypten erworben hatte. Lawrence Feinberg baute im Laufe der Zeit eine umfangreiche Sammlung auf. Seit seinem Tod 2009 werden Teile dieser Sammlung versteigert.

## Veröffentlichungen (Auswahl)
- A Papyrus Text of 1 Kingdoms (1 Samuel) (P. Feinberg 1). In: Harvard Theological Review, Band 62, 1969, S. 349–357 (Digitalisat).
- Four New Homeric Papyri at Columbia In: Bulletin of the American Society of Papyrologists 8, 2/3, 1971, S. 27–38 (Digitalisat).